# Armée révolutionnaire du Québec
Pour les articles homonymes, voir ARQ et Armée révolutionnaire.
L'Armée révolutionnaire du Québec (ARQ) était une aile militaire du Front de libération du Québec, qu'il devait fournir en armes et en argent. La plus grande partie de leur apport provenait de vols à main armée. La durée de vie de cette organisation fut courte, de juin à septembre 1964.

## Histoire
Le 30 janvier 1964, l'organisation réussit un vol d'envergure au manège des Fusiliers Mont-Royal, en plein jour. Ils mirent la main sur une grande quantité de fusils mitrailleurs, de mortiers, de grenades, de munitions et même de lance-roquettes.
En juillet, un camp d'entraînement est créé en forêt près de Saint-Boniface.
Le 29 août 1964, 5 membres de l'ARQ commettent une tentative de vol d'arme en plein jour à l'International Firearms, une armurerie de la rue de Bleury à Montréal. Ils se font surprendre par deux policiers en patrouille averti par un employé. À la suite d'un échange de coup de feu, un policier tua accidentellement Alfred Pinish, le commis du magasin d'armes, et un membre de l'ARQ causa la mort du gérant Leslie McWilliams,. Quatre des auteurs du vol sont rapidement capturés, dont François Schirm, blessé d'une balle à la cuisse lors de la fusillade. Le cinquième, Edmond Guénette, parvient à s'enfuir mais est arrêté trois jours plus tard dans le camp de l'ARQ à Saint-Boniface à la suite des aveux de Tardif. Six autres membres sont arrêtés en même temps que Guénette au camp. Jacques Désormeaux, un des leaders du réseau de La Cognée, sera arrêté à Montréal et accusé de « complicité après le fait ».

## Répercussions judiciaire
Les six militants capturés au camp de Saint-Boniface sont accusés de conspiration pour commettre un hold-up mais sont libérés faute de preuves après deux mois et demi en prison.
Jacques Désormeaux plaide coupable d'entrave à la justice et est condamné au temps passé en prison soit quatre mois et demi.
François Schirm et Edmond Guénette sont condamnés à mort, un cas unique dans les annales du FLQ. Ils passent trois ans dans la « Death Watch », les cellules des condamnés à mort, à la prison de Bordeaux. Après un nouveau procès, ils sont condamnés à la prison à vie en novembre 1968 pour meurtre non qualifié. Schirm sera le membre du FLQ-ARQ-ALQ qui aura passé le plus de temps en prison soit près de 14 ans. Edmond Guénette, lui, a purgé 11 ans de prison. Gilles Brunet et Cyriaque Delisle sont eux aussi condamnés à la prison à perpétuité et passeront respectivement sept ans et sept ans et demi en prison. Marcel Tardif lui sera condamné à 20 ans.